# Райков, Марин
Марин Райков Николов (болг. Марин Райков Николов; род. 17 декабря 1960, Вашингтон, США), известный как Марин Райков — болгарский политик и дипломат. Служебный премьер-министр Болгарии и министр иностранных дел весной 2013 года.

## Биография
Марин Райков родился 17 декабря 1960 года в Вашингтоне, США. Его отец был Райко Николов, дипломат, а мать — Лидия Николова. Он продолжил дело отца и стал дипломатом. В середине 1980-х годов окончил в Софии Университет национального и мирового хозяйства.
Бывший заместитель министра иностранных дел при Иване Костове (1998—2001) и Бойко Борисове (2009—2010). Он, в частности, известен тем, что помогал Болгарии начать процесс интеграции в общеевропейский блок. По своим взглядам является туркофилом. Отношения с Россией для него остаются сложными, в 1998 году он был заместителем министра иностранных дел в кабинете Ивана Костова и вошёл в историю фактом телефонного разговора с тогдашним послом России в Болгарии: когда в разгар войны в Косово, российский посол попросил воздушный коридор для пролёта над Болгарией русским военным самолётам, Райков отказал.
В 2001 году стал чрезвычайным и полномочным послом Республики Болгарии во Франции. После 2010 года второй раз был послом во Франции.
В начале 2013 года в Болгарии начался правительственный кризис, и кабинет во главе с Бойко Борисовым ушёл в отставку. Президент Болгарии Росен Плевнелиев назначил внеочередные выборы в мае 2013 года, а техническим главой правительства страны стал Марин Райков.

## Во главе правительства
В этом правительстве Марин Райков занял пост министра иностранных дел.